# 蔣舉清
蔣舉清（?—?）字渭高，新疆昌吉人，清朝及中华民国政治人物、法学家。

## 生平
蔣舉清是清朝举人。光绪末年，被新疆巡抚送入京师大学堂学习法律，结业后留校任法律讲师。
中华民国成立后，历任北京临时参议院议员、民元国会新疆籍议员。1913年7月12日，宪法起草委员会在众议院召开成立会，随后选出汤漪（国民党）为委员长，蒋举清（国民党）、杨铭源（政友会）、黄云鹏（共和党）、王家襄（进步党）、夏同龢（超然社）、杨永泰（国民党）为理事。